# 1–10 Moray Place

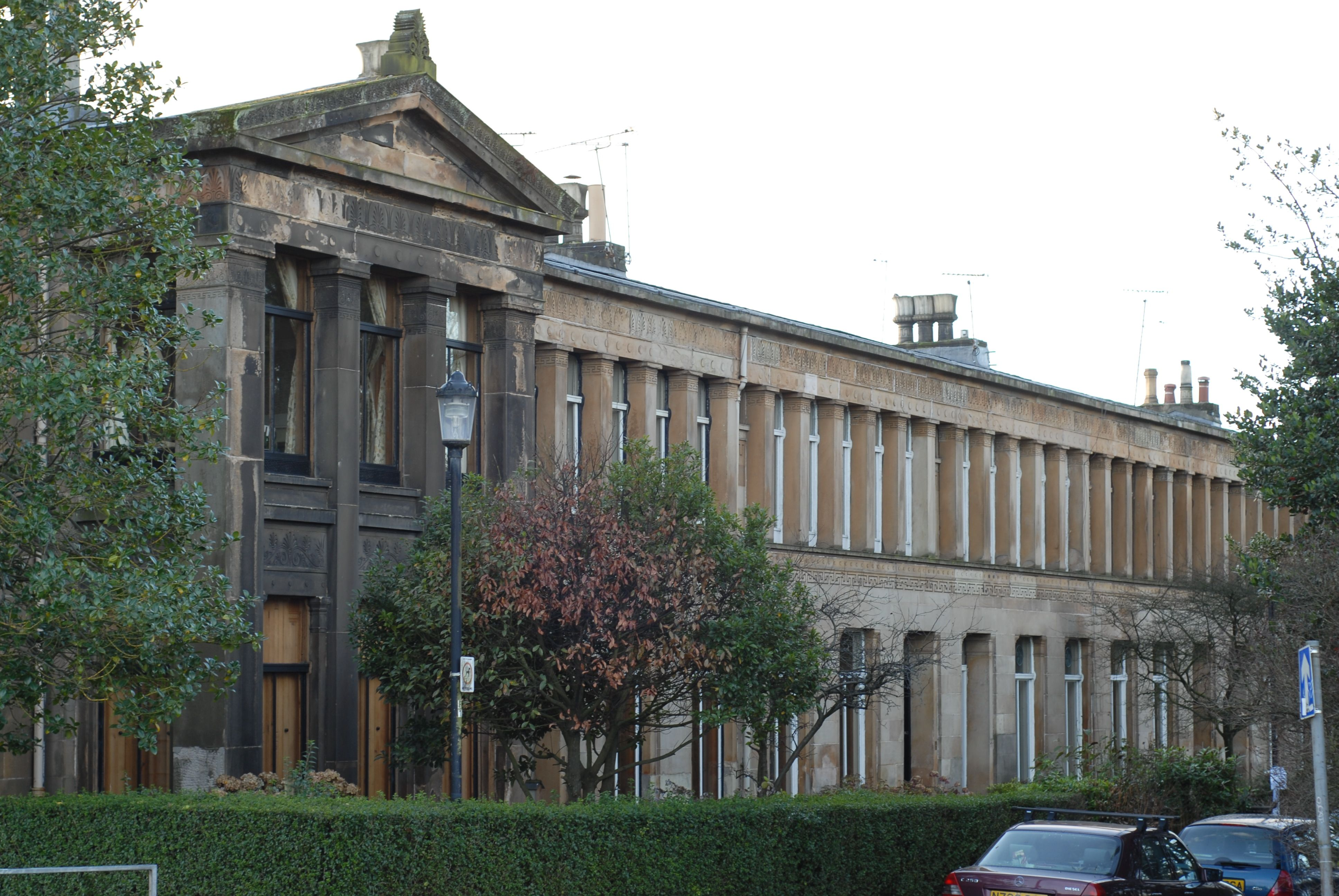
1–10 Moray Place

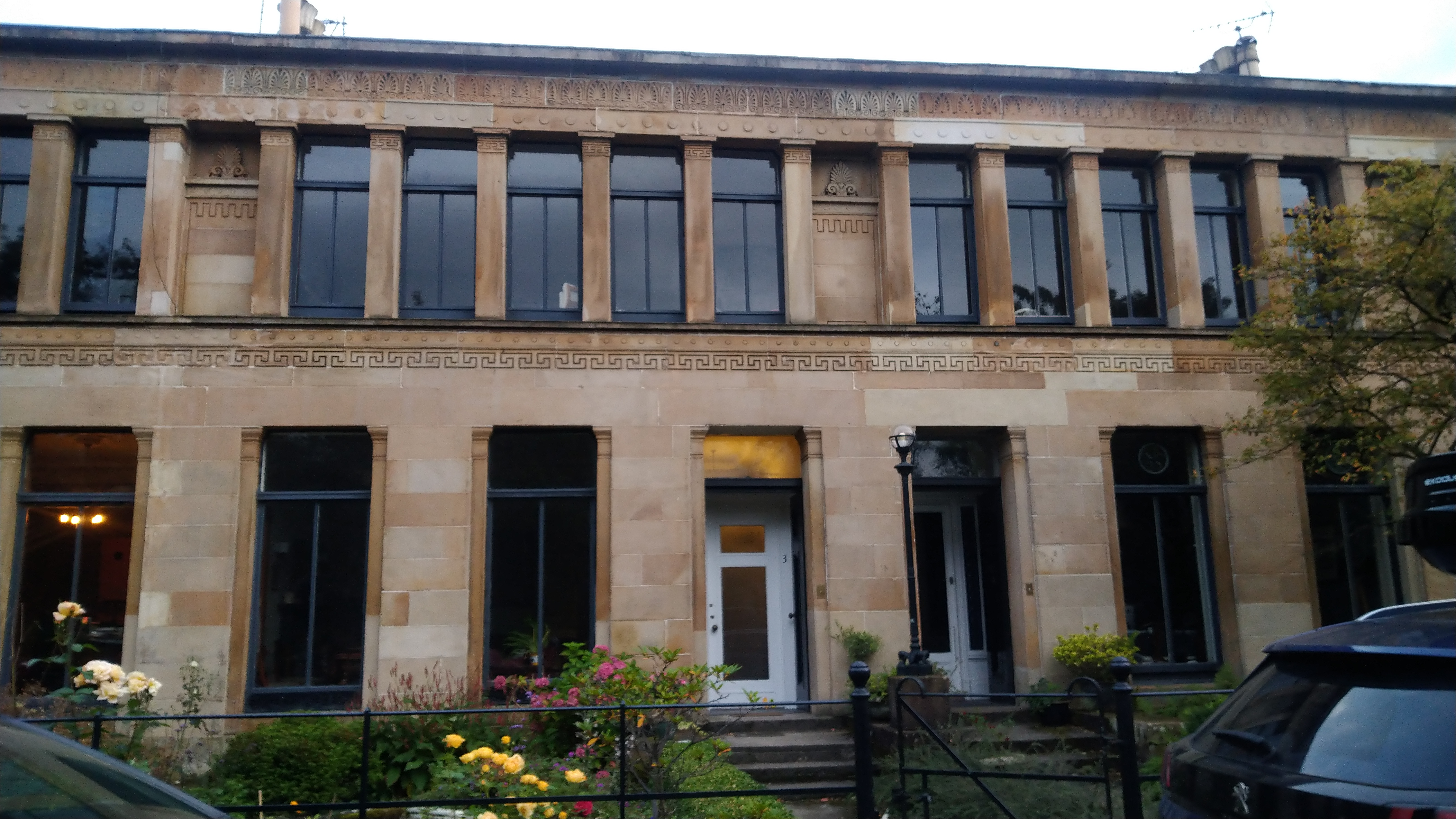
Detailansicht

Unter der Adresse 1–10 Moray Place in der schottischen Stadt Glasgow befindet sich ein Ensemble von Wohngebäuden. 1966 wurde das Bauwerk als Einzeldenkmal in die schottischen Denkmallisten in der höchsten Denkmalkategorie A aufgenommen.

## Geschichte
Das Ensemble wurde zwischen 1859 und 1861 nach einem Entwurf des schottischen Architekten Alexander Thomson erbaut. Die rund 5600 £ umfassenden Arbeiten führte John McIntyre aus. An Haus Nummer 1, das Thomson einst selbst bewohnte, wurden im Jahre 1900 Ergänzungen durch John Bennie Wilson vorgenommen. Zwischen 1974 und 1984 wurde die Gebäudezeile sukzessive restauriert.

## Beschreibung
Das zweistöckige Ensemble befindet sich am Moray Place im Glasgower Süden. Wie üblich für Thomsons Arbeiten, sind die Fassaden im Greek-Revival-Stil gestaltet. Die drei Achsen weiten abschließenden Gebäude sind aufwändiger gestaltet und treten aus der Fassadenfront heraus. Die kolossale Ante ist pilastriert. Sie schließt mit einem Dreiecksgiebel. Die ausladenden Gesimse sind griechisch ornamentiert. Die Dächer sind mit Schiefer eingedeckt.